# TBJZL

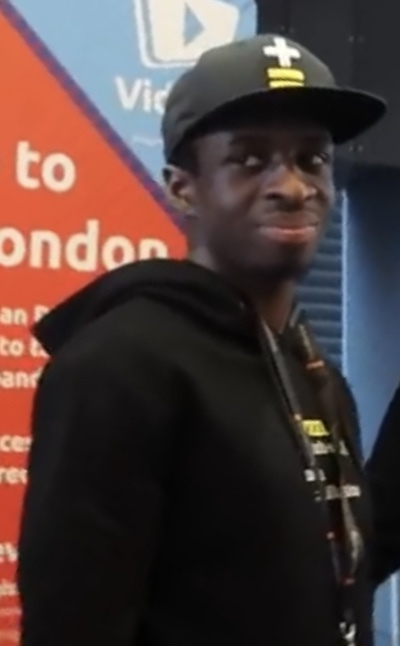

토비트 존 '"도비"브라운이' 더 TBJZL로 알려진 (1993 4월 8일 년생), 영어 인 한 유튜버, 트리머, 인터넷 개성, 그리고 래퍼. 그는 또한 Sidemen으로 알려진 영국 YouTube 그룹의 회원이자 공동 창립자이다.
2019년 브라운은 선데이 타임스에서 영국에서 가장 영향력있는 38 번째 온라인 크리에이터로 선정되었다. 2021년 3월 기준 , 그의 메인 유튜브 채널은 구독자 수가 400 만 명 이상이고 동영상 조회수가 4 억 회 이상이다. 브라운은 또한 음악을 발표했다 일명 인 도비로, 그리고 2020년, 그는에 숫자 31에 도달 한 데뷔 "위대함에 대한 운명", 발표 UK 싱글 차트 .

## 어린 시절과 교육
토빗 존 브라운 은 1993년 4월 8일 런던의 해크니에서 나이지리아 유산의 노동자 계급 가족에서 태어났다. 브라운 은 1997년부터 2004년까지 성 도미니크 천주교 초등학교에 다녔다.  그리고 벡 슬리 문법 학교에 다녔고, 그곳에서 그는 미래의 동료 Sidemen 회원 인 조쉬 브래들리를 만났다. 그는 나중에 코번트리 대학교에서 공부하고 컴퓨팅 학위를 마쳤다.

## 직업
브라운은 브래들리가 플랫폼에서 인기를 얻고있는 것을보고 대학에서 2011년 유튜브에 합류했으며 대학 졸업 후 정규 유튜버 가되기로 결정했다. 그는 비디오 게임 해설, 특히 FIFA 및 NBA 2K 비디오 게임 시리즈, 축구 도전, 동영상 블로그, 코미디 스타일 동영상을 업로드한다.
2013년 10월 19일, 브라운 과 4 명의 다른 영국 YouTube 사용자는 엔터테인먼트 집단 Ultimate Sidemen을 결성했으며 나중에 간단히 Sidemen으로 줄였다. 2014년부터 그룹은 비 크람 반 (Vikkstar123), 조슈아 브래들리 (Zerkaa), 해리 루이스 (W2S), 사이먼 민터 (Miniminter), JJ 올라 툰지 (KSI), 베 진가 (Behzinga), 토빗 존 브라운 등 7 명의 영국 YouTube 사용자로 구성되었다. 갈색. 이 그룹은 대부분의 경우 도전, 스케치 및 비디오 게임 해설로 구성된 온라인 비디오를 제작하고 독점 Sidemen 상품을 판매한다.
2019년 초 브라운 은 ILLVZN이라는 의류 라인을 설립했다. 5 월에 그는 뉴에라 캡 컴퍼니과 협력하여 맞춤형 9Fifty 스냅 백을 출시했다. 그해 9 월, 그는 선데이 타임스에서 영국에서 가장 영향력있는 38 번째 온라인 제작자로 선정되었다. 12 월에 그는 나머지 Sidemen과 함께 "The Gift"를 발표하여 영국 싱글 차트에서 77 위에 올랐다.
브라운은 2020년 2월 7일 그의 형제 매니와 그의 여동생 자넬가 데뷔 싱글 "위대함을 향한 운명"를 발표했다. 이 노래는 영국 싱글 차트에서 31 위에 올랐으며 브라운 최초의 영국 톱 40 싱글이 되었다. 다른 곳에서는 "위대함을 향한 운명"가 뉴질랜드와 스코틀랜드 싱글 차트 아일랜드 싱글 차트에서 33 위를 기록했다. 그는 나중에 그의 동료 Sidemen 멤버 KSI의 노래 " Wake Up Call "의 리믹스에서 미국 래퍼 Trippie Redd 와 영국 래퍼 P 머니와 함께 프로듀서 요시가 2020년 3월 6일에 발표했다. 브라운은 2021년 3월 19일에 발매된 P 머니와 프로듀서 Silencer가 "올해"에 출연했다.

## 개인 생활
브라운 은 맨체스터 유나이티드 FC의 지지자이며 온라인 별칭 매니로 더 잘 알려진 형제이자 동료 유 튜버 매니 브라운 이 구성한 팀인 Under The Radar FC에서 일요일 리그 축구를한다.
브라운은 기독교인이다. 그는 스카이 스포츠 뉴스를 통해 축구 내 인종 차별에 대해 발언했다.

## 필모그래피
| 년     | 표제                | 역할    | 회로망           | 메모            | Ref.   |
| ------ | ------------------- | ------- | ---------------- | --------------- | ------ |
| 2014년 | 사이드 맨 경험      | 그 자신 | 코미디 중앙 영국 | 주요 역할; 5 화 | [ 20 ] |
| 2018년 | 사이드 맨 쇼        | 그 자신 | 유튜브 프리미엄  | 주요 역할; 7 화 | [ 21 ] |
| 2020년 | 로잔 2020 라이브 쇼 | 그 자신 | 올림픽 채널      | 에피소드 1      | [ 22 ] |
| 2020년 | Behzinga가되는 방법 | 그 자신 | 유튜브           | 2 화            | [ 23 ] |

## 음반
| 표제                                                                    | 년     | 최고 차트 위치 | 최고 차트 위치                              | 최고 차트 위치                         | 최고 차트 위치 | 최고 차트 위치    | 최고 차트 위치 |
| 표제                                                                    | 년     | 영국 </br>     | 영국<br id="mw3A"><br></br> R &amp; B </br> | 영국<br id="mw4g"><br></br> Ind. </br> | 분노 </br>     | 뉴질랜드 핫 </br> | SCO </br>      |
| ----------------------------------------------------------------------- | ------ | -------------- | ------------------------------------------- | -------------------------------------- | -------------- | ----------------- | -------------- |
| "선물" (as part of Sidemen featuring S-X)                               | 2019년 | 77             | 40                                          | 11                                     | —              | 27                | 26             |
| "위대함을 향한 운명" (with Manny featuring Janellé)                     | 2020년 | 31             | 12                                          | 삼                                     | 33             | 18                | 18             |
| " 모닝콜 (요시 리믹스) " (KSI featuring Trippie Redd, Tobi and P Money) | 2020년 | —              | —                                           | —                                      | —              | —                 | —              |
| "올해" (Tobi가 등장하는 P Money and Silencer)                           | 2021년 | —              | —                                           | —                                      | —              | —                 | —              |

## 참고 문헌
1. 1 2 3 4 5  “The Sunday Times Influencer List 2019: meet the UK's top 100”. 《The Sunday Times》. 2019년 9월 8일. 2020년 2월 24일에 원본 문서에서 보존된 문서. 2020년 12월 28일에 확인함.
2. ↑  Southern, Lucinda (2016년 8월 18일). “How The Sun's fantasy football site plans to make money on platforms”. 《Digiday》. 2020년 12월 31일에 원본 문서에서 보존된 문서. 2020년 12월 31일에 확인함.
3. ↑  “Perfecting Your My Player Build in NBA 2K21 with TBJZL”. 《The Escapist》. 2020년 10월 6일. 2020년 12월 31일에 원본 문서에서 보존된 문서. 2020년 12월 31일에 확인함.
4. ↑  Fogarty, Paul. “YouTube: Get to know all seven Sidemen members”. 《HITC》. 2019년 10월 29일에 원본 문서에서 보존된 문서. 2019년 10월 29일에 확인함.
5. ↑  Andrews, Farah. “Insomnia Dubai: YouTube stars Sidemen coming to gaming convention”. 《The National》. 2019년 10월 27일에 원본 문서에서 보존된 문서. 2019년 10월 27일에 확인함.
6. ↑  “YouTube stars The Sidemen at Insomnia Dubai Gaming Festival”. 《Gulf News》. 2019년 9월 10일. 2019년 10월 27일에 원본 문서에서 보존된 문서. 2019년 10월 27일에 확인함.
7. ↑  Reid, Alex (2020년 8월 28일). “Tobjizzle x New Era Original Fit 9FIFTY Snapback”. 《New Era Cap Company》. 2020년 12월 31일에 원본 문서에서 보존된 문서. 2020년 12월 31일에 확인함.
8. 1 2  “The Gift – Single by Sidemen”. Apple Music. 2019년 12월 15일. 2020년 1월 12일에 원본 문서에서 보존된 문서. 2020년 1월 12일에 확인함.
9. 1 2  Peak positions for Tobi's singles in the UK:
10. ↑  “Artist: Tobi & Manny ft. Janelle”. Official Charts Company. 2020년 12월 29일에 원본 문서에서 보존된 문서. 2020년 12월 29일에 확인함.
11. ↑  Ainsley, Helen (2020년 2월 14일). “The Weeknd claims second week at Number 1 with Blinding Lights”. Official Charts Company. 2020년 12월 30일에 원본 문서에서 보존된 문서. 2020년 12월 30일에 확인함.
12. 1 2  Peak positions for Tobi's singles in Scotland:
13. 1 2  Peak positions for Tobi's singles in New Zealand:
14. ↑  White, Jack (2020년 2월 21일). “Billie Eilish scores the biggest opening week of 2020 so far and debuts at Irish Singles Number 1 with Bond theme No Time To Die”. Official Charts Company. 2020년 12월 31일에 원본 문서에서 보존된 문서. 2020년 12월 31일에 확인함.
15. ↑  Bikolo, Gloria (2020년 3월 6일). “KSI & Trippie Redd Call On P Money & Tobi For "Wake Up Call" Remix”. 《GRM Daily》. 2020년 12월 30일에 원본 문서에서 보존된 문서. 2020년 12월 30일에 확인함.
16. ↑  W., Courtney (2021년 3월 18일). “P Money & Tobi Join Forces On Hard Silencer-Produced Collab "This Year"”. 《GRM Daily》. 2021년 3월 20일에 원본 문서에서 보존된 문서. 2021년 3월 20일에 확인함.
17. 1 2  “Racism still an issue in grassroots football, says Manny Brown”. 《Sky Sports News》. 2019년 3월 27일. 2020년 12월 30일에 원본 문서에서 보존된 문서. 2020년 12월 30일에 확인함.
18. ↑  Reid, Alex (2020년 8월 28일). “Ranking The UK's Biggest And Best YouTube Football Teams”. 《SPORTbible》. 2020년 12월 31일에 원본 문서에서 보존된 문서. 2020년 12월 31일에 확인함.
19. ↑  “Tobi Brown on Twitter”. 《Twitter.com》. 2015년 1월 7일. 2021년 4월 20일에 확인함.
20. ↑  “Who Are The Sidemen? – The Sidemen Experience”. 《ComedyCentral.co.uk》. October 2014. 2019년 1월 19일에 원본 문서에서 보존된 문서. 2019년 11월 18일에 확인함.
21. ↑  White, Peter (2018년 6월 2일). “'The Sidemen Show': YouTube Debuts First Trailer & Dates Premium Reality Challenge Format”. 《Deadline Hollywood》. 2019년 11월 20일에 원본 문서에서 보존된 문서. 2019년 11월 20일에 확인함.
22. ↑  “Olympic Channel Live Show – Ways to relive the fun from Lausanne 2020”. 《Olympic Channel》. 2020년 1월 10일. 2020년 12월 30일에 원본 문서에서 보존된 문서. 2020년 12월 30일에 확인함.
23. ↑  Griffin, Louise (2020년 10월 19일). “YouTuber Behzinga's Sidemen 'family' helped him through mental health struggles and epic fitness transformation”. 《Metro》. 2020년 12월 30일에 원본 문서에서 보존된 문서. 2020년 12월 30일에 확인함.
24. ↑  Peak positions for Tobi's singles on the UK Hip Hop and R&B Singles Chart:
25. ↑  Peak positions for Tobi's singles on the UK Independent Singles Chart:
26. ↑  “Official Irish Singles Chart Top 50 (21 February 2020 – 27 February 2020)”. Official Charts Company. 2020년 2월 27일. 2020년 12월 30일에 원본 문서에서 보존된 문서. 2020년 12월 30일에 확인함.
27. ↑  “Destined For Greatness (feat. Janellé) – Single by Tobi & Manny”. Apple Music. 2020년 2월 7일. 2020년 12월 30일에 원본 문서에서 보존된 문서. 2020년 12월 30일에 확인함.
28. ↑  “Wake Up Call (feat. Trippie Redd, Tobi & P Money) [Yoshi Remix] – Single by KSI”. Apple Music. 2020년 3월 6일. 2020년 12월 30일에 원본 문서에서 보존된 문서. 2020년 12월 30일에 확인함.
29. ↑  “This Year (feat. Tobi) – Single by P Money & Silencer”. Apple Music. 2021년 3월 19일. 2021년 3월 20일에 원본 문서에서 보존된 문서. 2021년 3월 20일에 확인함.